# Bouzonville-aux-Bois
Pour les articles homonymes, voir Bouzonville (homonymie).
Bouzonville-aux-Bois est une commune française, située dans le département du Loiret en région Centre-Val de Loire.

## Géographie

### Localisation

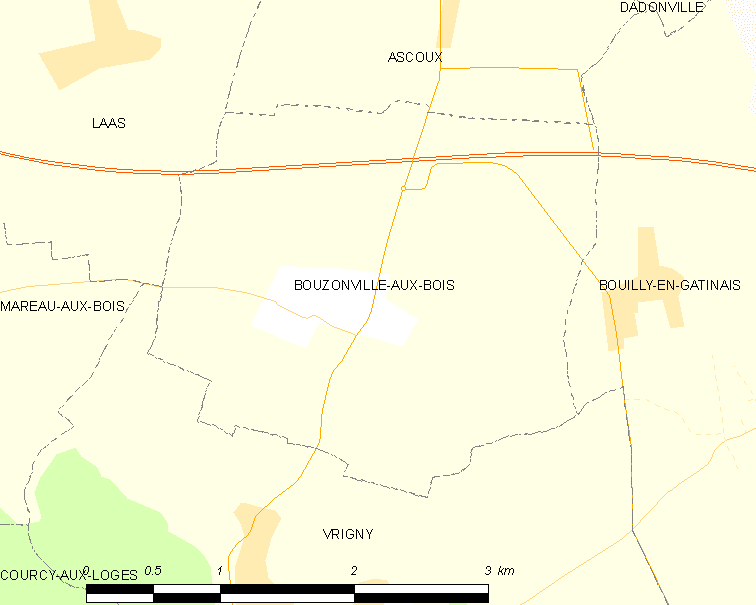
Carte de la commune de Bouzonville-aux-Bois et des communes limitrophes.

La commune de Bouzonville-aux-Bois se trouve dans la quadrant nord du département du Loiret, dans la région agricole du Gâtinais riche,.  À vol d'oiseau, elle se situe à 32,9 km  d'Orléans, préfecture du département, à 8,1 km de Pithiviers, sous-préfecture, et à 8,1 km de Pithiviers, ancien chef-lieu du canton dont dépendait la commune avant mars 2015. La commune fait partie du bassin de vie de Pithiviers.
Les communes les plus proches sont : Vrigny (2,3 km), Laas (2,4 km), Ascoux (3 km), Mareau-aux-Bois (3,5 km), Bouilly-en-Gâtinais (3,7 km), Courcy-aux-Loges (4,6 km), Escrennes (5 km), Santeau (5,9 km), Courcelles (6,2 km) et Chambon-la-Forêt (6,8 km).

### Géologie et relief

#### Géologie
La commune se situe dans le sud du Bassin parisien, le plus grand des trois bassins sédimentaires français. Cette vaste dépression, occupée dans le passé par des mers peu profondes et des lacs, a été comblée, au fur et à mesure que son socle s’affaissait, par des sables et des argiles, issus de l’érosion des reliefs alentours, ainsi que des calcaires d’origine biologique, formant ainsi une succession de couches géologiques.
Les couches affleurantes sur le territoire communal sont constituées de formations superficielles du Quaternaire et de roches sédimentaires datant du Cénozoïque, l'ère géologique la plus récente sur l'échelle des temps géologiques, débutant il y a 66 millions d'années. La formation la plus ancienne est du calcaire de Pithiviers remontant à l’époque Miocène de la période Néogène. La formation la plus récente est des alluvions et colluvions du fond des vallées secondaires remontant à l’époque Holocène de la période Quaternaire. Le descriptif de ces couches est détaillé dans  la feuille « n°328 - Pithiviers » de la carte géologique au 1/50 000ème du département du Loiret, et sa notice associée.

Carte géologique de la commune.

|  | FC : | alluvions et colluvions du fond des vallées secondaires, Holocène |

|  | m2MSO : | marnes et sables de l'Orléanais, Burdigalien    |
|  | m2MCO : | marnes et calcaires de l'Orléanais, Burdigalien |
|  | m1MBl : | marne de Blamont, Aquitanien                    |
|  | m1CPi : | calcaire de Pithiviers, Aquitanien              |

#### Relief
La superficie cadastrale de la commune publiée par l’Insee, qui sert de références dans toutes les statistiques, est de 7,54 km2,. La superficie géographique, issue de la BD Topo, composante du Référentiel à grande échelle produit par l'IGN, est quant à elle de 7,56 km2. Son relief est relativement plat puisque la dénivelée maximale atteint 10 mètres. L'altitude du territoire varie entre 108 m et 118 m.

## Histoire
Se nommait Bosonis villa en 855.

### Climat
Pour des articles plus généraux, voir Climat du Centre-Val de Loire et Climat du Loiret.
En 2010, le climat de la commune est de type climat océanique dégradé des plaines du Centre et du Nord, selon une étude du CNRS s'appuyant sur une série de données couvrant la période 1971-2000. En 2020, Météo-France publie une typologie des climats de la France métropolitaine dans laquelle la commune est exposée à un climat océanique altéré et est dans la région climatique Sud-ouest du bassin Parisien, caractérisée par une faible pluviométrie, notamment au printemps (120 à 150 mm) et un hiver froid (3,5 °C).
Pour la période 1971-2000, la température annuelle moyenne est de 10,8 °C, avec une amplitude thermique annuelle de 15,4 °C. Le cumul annuel moyen de précipitations est de 674 mm, avec 11,2 jours de précipitations en janvier et 7,3 jours en juillet. Pour la période 1991-2020, la température moyenne annuelle observée sur la station météorologique de Météo-France la plus proche, sur la commune de Loury à 16 km à vol d'oiseau, est de 11,8 °C et le cumul annuel moyen de précipitations est de 757,1 mm,. Pour l'avenir, les paramètres climatiques de la commune estimés pour 2050 selon différents scénarios d'émission de gaz à effet de serre sont consultables sur un site dédié publié par Météo-France en novembre 2022.

## Urbanisme

### Typologie
Au 1er janvier 2024, Bouzonville-aux-Bois est catégorisée commune rurale à habitat dispersé, selon la nouvelle grille communale de densité à sept niveaux définie par l'Insee en 2022.
Elle est située hors unité urbaine. Par ailleurs la commune fait partie de l'aire d'attraction de Pithiviers, dont elle est une commune de la couronne,. Cette aire, qui regroupe 27 communes, est catégorisée dans les aires de moins de 50 000 habitants,.

### Occupation des sols
L'occupation des sols de la commune, telle qu'elle ressort de la base de données européenne d’occupation biophysique des sols Corine Land Cover (CLC), est marquée par l'importance des territoires agricoles (95,8 % en 2018), en diminution par rapport à 1990 (100 %). La répartition détaillée en 2018 est la suivante : 
terres arables (95,8 %), zones urbanisées (4,2 %).
L’évolution de l’occupation des sols de la commune et de ses infrastructures peut être observée sur les différentes représentations cartographiques du territoire : la carte de Cassini (XVIIIe siècle), la carte d'état-major (1820-1866) et les cartes ou photos aériennes de l'IGN pour la période actuelle (1950 à aujourd'hui).

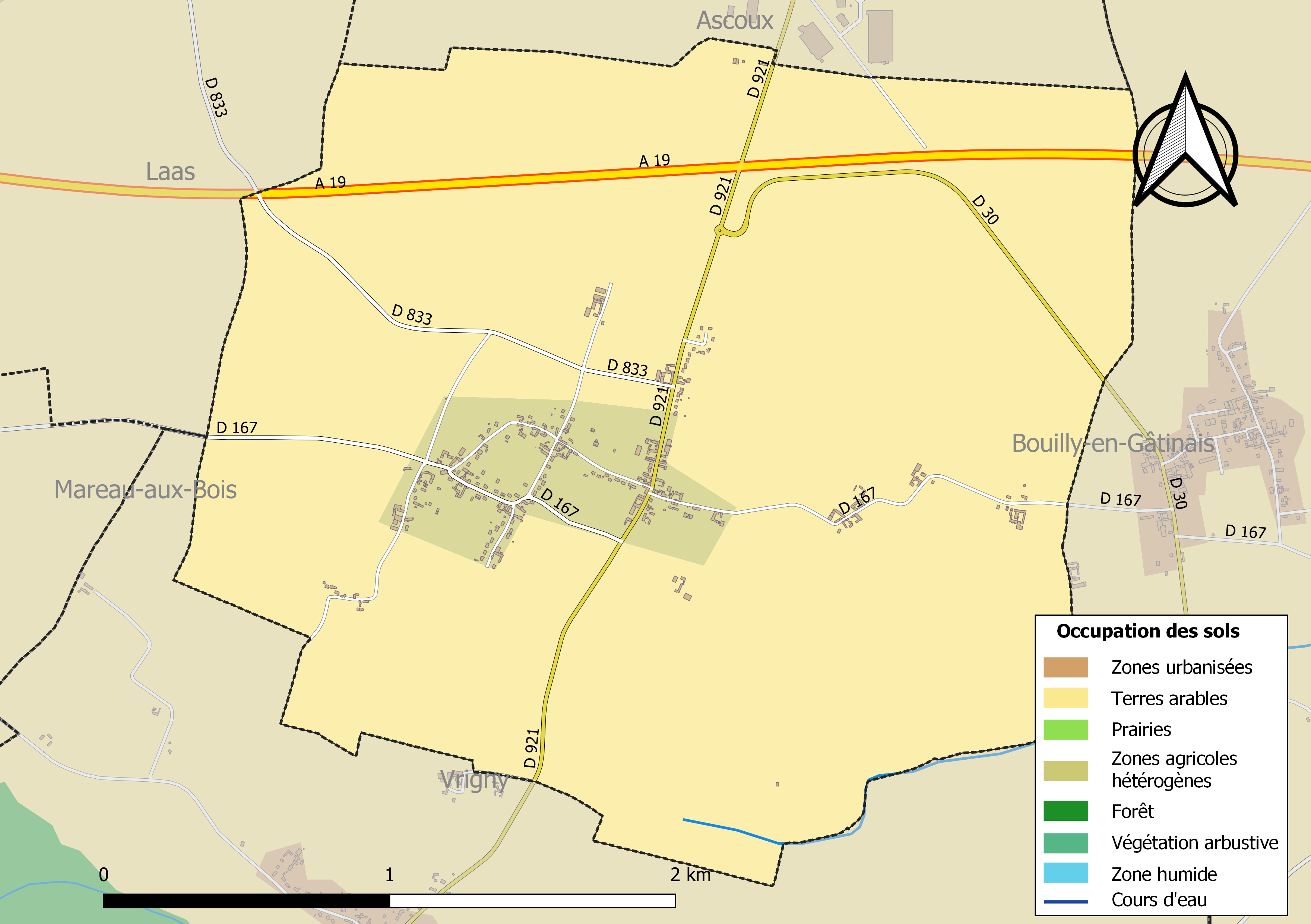
Carte des infrastructures et de l'occupation des sols de la commune en 2018 (CLC).
Carte orthophotographique de la commune en 2016.

### Voies de communication et transports

Réseau routier principal de la commune de Bouzonville-aux-Bois (avec indication du trafic routier 2014).

Les voies de communication desservant Bouzonville-aux-Bois sont les Départementales  30, 167, 833 et 921.

### Risques naturels et technologiques
La commune de Bouzonville-aux-Bois est vulnérable à différents aléas naturels : climatiques (hiver exceptionnel ou canicule), mouvements de terrains ou sismique (sismicité très faible). 
Elle est également exposée à un risque technologique : le risque de transport de matières dangereuses
. 
Entre 1989 et 2019, quatre arrêtés ministériels ayant porté reconnaissance de catastrophe naturelle ont été pris pour le territoire de la commune  : deux  pour des inondations et coulées de boue et deux pour des mouvements de terrains.

#### Risques naturels
Le territoire de la commune peut être concerné par un risque d'effondrement de cavités souterraines non connues. Une cartographie départementale de l'inventaire des cavités souterraines et des désordres de surface a été réalisée. Il a été recensé sur la commune plusieurs effondrements de cavités.
Par ailleurs, le sol du territoire communal peut faire l'objet de mouvements de terrain liés à la sécheresse. Le phénomène de retrait-gonflement des argiles est la conséquence d'un changement d'humidité des sols argileux. Les argiles sont capables de fixer l'eau disponible mais aussi de la perdre en se rétractant en cas de sécheresse. Ce phénomène peut provoquer des dégâts très importants sur les constructions (fissures, déformations des ouvertures) pouvant rendre inhabitables certains locaux. Celui-ci a particulièrement affecté le Loiret après la canicule de l'été 2003. Une grande partie du territoire de la commune est soumise à un aléa « moyen » face à ce risque, selon l'échelle définie par le Bureau de recherches géologiques et minières (BRGM).
Depuis le 22 octobre 2010, la France dispose d’un nouveau zonage sismique divisant le territoire national en cinq zones de sismicité croissante. La commune, à l’instar de l’ensemble du département,  est concernée par un risque très faible.

#### Risques technologiques
La commune est exposée au risque de transport de matières dangereuses, en raison du passage sur son territoire d'un itinéraire structurant supportant un fort trafic (l'autoroute A19),.

## Politique et administration

### Découpage territorial

#### Bloc communal: Commune et intercommunalités
La paroisse de Bouzonville acquiert le statut de municipalité avec le  décret du 12 novembre 1789 de l'Assemblée Nationale puis celui de « commune », au sens de l'administration territoriale actuelle, par le décret de la Convention nationale du 10 brumaire an II (31 octobre 1793). Il faut toutefois attendre la loi du 5 avril 1884 sur l'organisation municipale pour qu'un régime juridique uniforme soit défini pour toutes les communes de France, point de départ de l’affirmation progressive des communes face au pouvoir central.
Bouzonville, dénommée Bouzonville-en-Beauce dans les cahiers de doléances de 1789, est renommée Bouzonville-aux-Bois après 1801.

Positionnement de la commune de Bouzonville-aux-Bois dans la communauté de communes du Pithiverais.

La commune est membre de la Communauté de communes de Beauce et du Gâtinais depuis sa création le 17 décembre 1993 jusqu'au 1er janvier 2017, date à partir de laquelle elle fait partie de la communauté de communes du Pithiverais.
La loi du 7 août 2015 portant nouvelle organisation territoriale de la République (dite loi NOTRe), visant une réduction du nombre d'intercommunalités en France, fait en effet passer le seuil démographique minimal de 5 000 à 15 000 habitants, sauf exceptions, et a un impact sur les périmètres des différentes intercommunalités. Le schéma départemental de coopération intercommunale du Loiret est arrêté sur ces bases le 30 mars 2016 et le nombre d'établissements publics de coopération intercommunale à fiscalité propre passe dans le département du Loiret de 28 (2 communautés d'agglomération et 26 communautés de communes) à 16 (deux communautés d'agglomération et 14 communautés de communes dont une interdépartementale). Les communautés de communes de Beauce et du Gâtinais, du Cœur du Pithiverais et du Plateau Beauceron fusionnent ainsi à compter du 1er janvier 2017 en une seule entité : la communauté de communes du Pithiverais, dont le siège est à Pithiviers. Cette nouvelle intercommunalité comprend 31 communes dont  Bouzonville-aux-Bois.

#### Circonscriptions de rattachement
Sous l'Ancien Régime, à la veille des États généraux de 1789, la paroisse de Bouzonville était rattachée sur le plan ecclésiastique à l'ancien diocèse d'Orléans, sur le plan judiciaire au bailliage d'Orléans , sur le plan militaire au gouvernement d'Orléans et sur le plan administratif à la généralité d'Orléans, élection d'Orléans.
La loi du 22 décembre 1789 divise le pays en 83 départements découpés chacun en six à neuf districts eux-mêmes découpés en cantons regroupant des communes. Les districts, tout comme les départements, sont le siège d’une administration d’État et constituent à ce titre des circonscriptions administratives. La commune de Bouzonville est alors incluse dans le canton de Vrigny, le district de Pithiviers et le département du Loiret.
La recherche d’un équilibre entre la volonté d’organiser une administration dont les cadres permettent l’exécution et le contrôle des lois d’une part, et la volonté d’accorder une certaine autonomie aux collectivités de base (paroisses, bourgs, villes) d’autre part, s’étale de 1789 à 1838. Les découpages territoriaux évoluent ensuite au gré des réformes visant à décentraliser ou recentraliser l'action de l'État. La régionalisation fonctionnelle des services de l'État (1945-1971) aboutit à la création de régions. L'acte I de la décentralisation de 1982-1983 constitue une étape importante en donnant l'autonomie aux collectivités territoriales, régions, départements et communes. L'acte II intervient en 2003-2006, puis l'acte III en 2012-2015.
Le tableau suivant présente les rattachements, au niveau infra-départemental, de la commune de Bouzonville-aux-Bois aux différentes circonscriptions administratives et électorales ainsi que l'historique de l'évolution de leurs territoires.
| Circonscription             | Nom                | Période   | Type                         | Évolution du découpage territorial |
| --------------------------- | ------------------ | --------- | ---------------------------- | --- |
| District                    | Pithiviers         | 1790-1795 | Administrative               | La commune est rattachée au district de Pithiviers de 1790 à 1795,. La Constitution du 5 fructidor an III, appliquée à partir de vendémiaire an IV (1795) supprime les districts, rouages administratifs liés à la Terreur, mais maintient les cantons qui acquièrent dès lors plus d'importance. |
| Canton                      | Vrigny             | 1790-1801 | Administrative et électorale | Le 10 février 1790, la municipalité de Bouzonville est rattachée au canton de Vrigny,. Les cantons sont supprimés, en tant que découpage administratif, par une loi du 26 juin 1793, et ne conservent qu'un rôle électoral. Ils permettent l’élection des électeurs du second degré chargés de désigner les députés. Les cantons acquièrent une fonction administrative avec la disparition des districts en 1795. |
| Canton                      | Pithiviers         | 1801-2015 | Administrative et électorale | Sous le Consulat, un redécoupage territorial visant à réduire le nombre de justices de paix ramène le nombre de cantons dans le Loiret de 59 à 31. Bouzonville est alors rattachée par arrêté du 9 vendémiaire an X (30 septembre 1801) au canton de Pithiviers, sous le nom de Bouzonville,. |
| Canton                      | Malesherbes        | 2015-     | Électorale                   | La loi du 17 mai 2013 et ses décrets d'application publiés en février et mars 2014 introduisent un nouveau découpage territorial pour les élections départementales. La commune est alors rattachée au nouveau canton de Malesherbes. Depuis cette réforme, plus aucun service de l'État n'exerce sa compétence sur un territoire s'appuyant sur le nouveau découpage cantonal. Le canton a disparu en tant que circonscription administrative de l'État ; il est désormais uniquement une circonscription électorale dédiée à l'élection d'un binôme de conseillers départementaux siégeant au conseil départemental. |
| Arrondissement              | Pithiviers         | 1801-1926 | Administrative               | Bouzonville est rattachée à l'arrondissement de Pithiviers par arrêté du 9 vendémiaire an X (30 septembre 1801),. |
| Arrondissement              | Orléans            | 1926-1942 | Administrative               | Sous la Troisième République, en raison d'un endettement considérable et de l'effort nécessaire pour la reconstruction post-Première Guerre mondiale, la France traverse une crise financière. Pour réduire les dépenses de l’État, Raymond Poincaré fait voter plusieurs décrets-lois réformant en profondeur l’administration française : 106 arrondissements sont ainsi supprimés, dont ceux de Gien et de Pithiviers dans le Loiret par décret du 10 septembre 1926. Bouzonville-aux-Bois est ainsi transférée de l'arrondissement de Pithiviers à celui d'Orléans,.                                               |
| Arrondissement              | Pithiviers         | 1942-     | Administrative               | La loi du 1er juin 1942 rétablit l'arrondissement de Pithiviers. Bouzonville-aux-Bois est alors rattachée à l'arrondissement de Pithiviers. |
| Circonscription législative | 5e circonscription | 2010-     | Électorale                   | Lors du découpage législatif de 1986, le nombre de circonscriptions législatives passe dans le Loiret de 4 à 5. Un nouveau redécoupage intervient en 2010 avec la loi du 23 février 2010. En attribuant un siège de député « par tranche » de 125 000 habitants, le nombre de circonscriptions par département varie désormais de 1 à 21,. Dans le Loiret, le nombre de circonscriptions passe de cinq à six. La réforme n'affecte pas Bouzonville-aux-Bois qui reste rattachée à la cinquième circonscription. |

#### Collectivités de rattachement
La commune de Bouzonville-aux-Bois est rattachée au département du Loiret et à la région Centre-Val de Loire, à la fois circonscriptions administratives de l'État et collectivités territoriales.

### Politique et administration municipales

#### Conseil municipal et maire
Depuis les élections municipales de 2014, le conseil municipal  de Bouzonville-aux-Bois, commune de moins de 1 000 habitants, est élu au scrutin majoritaire plurinominal à deux tours, les électeurs pouvant modifier les listes, panacher, ajouter ou supprimer des candidats sans que le vote soit nul,  pour un mandat de six ans renouvelable. Il est composé de 11 membres. L'exécutif communal est constitué par le maire, élu par le conseil municipal, parmi ses membres, pour un mandat de six ans, c'est-à-dire pour la durée du mandat du conseil. Francis Peron est maire depuis 2001.
| Période   | Période  | Identité       | Étiquette | Qualité                       |
| --------- | -------- | -------------- | --------- | ----------------------------- |
| mars 2001 | En cours | Francis Peron, |           | ancien agriculteur exploitant |

## Équipements et services

### Environnement

#### Gestion des déchets
Au 31 décembre 2016, la commune est membre du SITOMAP de la région Pithiviers, créé en 1968. Celui-ci assure la collecte et le traitement des ordures ménagères résiduelles, des emballages ménagers recyclables  et des encombrants en porte à porte et du verre en points d’apport volontaire. Un réseau de huit déchèteries accueille les encombrants et autres déchets spécifiques (déchets verts, déchets dangereux, gravats, ferraille, cartons…). La déchèterie la plus proche de la commune est située sur la commune de Pithiviers.
L'élimination et la valorisation énergétique des déchets ménagers et de ceux issus de la collecte sélective sont effectuées dans l'outil de traitement appelé BEGEVAL, installé à Pithiviers et géré par le syndicat de traitement Beauce Gâtinais Valorisation (BGV) qui regroupe le territoire des trois syndicats de collecte : SMETOM, SITOMAP et SIRTOMRA. Cet outil est composé d’un centre de valorisation matière qui trie les emballages issus de la collecte sélective, les journaux-magazines et les cartons de déchèteries, et d’un centre de valorisation énergétique qui incinère les ordures ménagères résiduelles et le tout-venant incinérable des déchèteries ainsi que les refus du centre de tri.
Depuis le 1er janvier 2017, la « gestion des déchets ménagers » ne fait plus partie des compétences de la commune mais est une compétence obligatoire de la communauté de communes du Pithiverais en application de la loi NOTRe du 7 août 2015.

#### Production et distribution d'eau
Le service public d’eau potable est une compétence obligatoire des communes depuis l’adoption de la loi du 30 décembre 2006 sur l’eau et les milieux aquatiques. Au 31 décembre 2016, la production et la distribution de l'eau potable sur le territoire communal sont assurées par le syndicat intercommunal d'alimentation en eau potable de Bouzonville-aux-Bois - Bouilly-en-Gâtinais, un syndicat créé en 1946 desservant deux communes (Bouilly-en-Gâtinais et Bouzonville-aux-Bois),,.
La loi NOTRe du 7 août 2015 prévoit que le transfert des compétences « eau et assainissement » vers les communautés de communes sera obligatoire à compter du 1er janvier 2020. Le transfert d’une compétence entraîne  de  facto la mise à disposition gratuite de plein droit des biens, équipements et services publics utilisés, à la date du transfert, pour l'exercice de ces compétences et la substitution de la communauté dans les droits et obligations des communes,.
Le « prix de l’eau » doit permettre de financer l’ensemble des investissements (mise en place de nouveaux ouvrages, mise aux normes du patrimoine existant, renouvellement du patrimoine, etc.) mais aussi les frais de fonctionnement du service (frais de personnel du service, électricité, produits de traitement, renouvellement du matériel, analyses, élimination des déchets, etc.). L'observatoire national des services d'eau et d'assainissement publie la description actualisée des services publics d'eau potable et d'assainissement, qu’il s’agisse de leur organisation, de leur tarif ou de leur performance. Le prix au m3 est calculé pour une consommation annuelle de 120 m3 (référence INSEE).
| Domaine     | Commune              | 2010 | 2011 | 2012 | 2013 | 2014 | 2015 |
| ----------- | -------------------- | ---- | ---- | ---- | ---- | ---- | ---- |
| Eau potable | Bouzonville-aux-Bois | NC   | NC   | NC   | 1,45 | 1,45 | 1,45 |
| Eau potable | Loiret               | 1,76 | 1,7  | 1,66 | 1,69 |      |      |
| Eau potable | France               | 1,93 | 1,96 | 2,00 | 2,03 |      |      |

#### Assainissement
L’assainissement non collectif (ANC) désigne les installations individuelles de traitement des eaux domestiques qui ne sont pas desservies par un réseau public de collecte des eaux usées et qui doivent en conséquence traiter elles-mêmes leurs eaux usées avant de les rejeter dans le milieu naturel. La Communauté de communes de Beauce et du Gâtinais a créé en 1999 un service public d'assainissement non collectif (SPANC) qui a pour missions la vérification de la conception et de l’exécution des ouvrages pour les installations neuves ou réhabilitées et la vérification périodique du bon fonctionnement et de l’entretien des installations existantes,. Depuis le 1er janvier 2017, c'est la communauté de communes du Pithiverais qui assure ce service, à la suite de la fusion des communautés de communes de Beauce et du Gâtinais, du Cœur du Pithiverais et du Plateau Beauceron.

## Population et société

### Démographie
L'évolution du nombre d'habitants est connue à travers les recensements de la population effectués dans la commune depuis 1793. Pour les communes de moins de 10 000 habitants, une enquête de recensement portant sur toute la population est réalisée tous les cinq ans, les populations de référence des années intermédiaires étant quant à elles estimées par interpolation ou extrapolation. Pour la commune, le premier recensement exhaustif entrant dans le cadre du nouveau dispositif a été réalisé en 2008.
En 2022, la commune comptait 419 habitants, en évolution de −3,9 % par rapport à 2016 (Loiret : +1,89 %, France hors Mayotte : +2,11 %).
| 1793 | 1800 | 1806 | 1821 | 1831 | 1836 | 1841 | 1846 | 1851 |
| ---- | ---- | ---- | ---- | ---- | ---- | ---- | ---- | ---- |
| 350  | 382  | 414  | 407  | 438  | 422  | 402  | 416  | 444  |

| 1856 | 1861 | 1866 | 1872 | 1876 | 1881 | 1886 | 1891 | 1896 |
| ---- | ---- | ---- | ---- | ---- | ---- | ---- | ---- | ---- |
| 421  | 426  | 383  | 358  | 339  | 328  | 310  | 304  | 302  |

| 1901 | 1906 | 1911 | 1921 | 1926 | 1931 | 1936 | 1946 | 1954 |
| ---- | ---- | ---- | ---- | ---- | ---- | ---- | ---- | ---- |
| 278  | 289  | 291  | 291  | 269  | 233  | 228  | 224  | 213  |

| 1962 | 1968 | 1975 | 1982 | 1990 | 1999 | 2006 | 2008 | 2013 |
| ---- | ---- | ---- | ---- | ---- | ---- | ---- | ---- | ---- |
| 212  | 215  | 214  | 273  | 306  | 344  | 400  | 420  | 442  |

| 2018 | 2022 | - | - | - | - | - | - | - |
| ---- | ---- | - | - | - | - | - | - | - |
| 421  | 419  | - | - | - | - | - | - | - |

## Culture locale et patrimoine

### Lieux et monuments

L'église Saint-Laurent

- L'église Saint-Laurent

### Héraldique
| Blason de Bouzonville-aux-Bois | Blason  | Tiercé en pairle renversé : au 1er d'azur à une gerbe de blé d'or liée de gueules, au 2e d'argent à un gril de sable, la poignée en bas, au 3e de gueules à un cerf passant d'or. |
| Blason de Bouzonville-aux-Bois | Détails | Le statut officiel du blason reste à déterminer. |